# Eduard Norden
Eduard Norden (Emden, 21 settembre 1868 – Zurigo, 13 luglio 1941) è stato un filologo classico e storico delle religioni tedesco.

## Biografia
Eduard Norden proveniva da una famiglia ebrea e suo padre, Carl Joseph Norden, era un medico. Poco prima della laurea, si convertì al protestantesimo e successivamente studiò filologia classica (1886-1890). Trascorse due semestri a Berlino, dove venne in contatto con Hermann Diels, Theodor Mommsen, Carl Robert ed Eduard Zeller. Si trasferì poi all'Università di Bonn. Qui impressionò il suo maestro Hermann Usener e soprattutto il latinista Franz Bücheler. Conseguì il dottorato nel 1891 e divenne immediatamente assistente di Georg Kaibel a Strasburgo. Appena un anno dopo la laurea ebbe l'abilitazione con una tesi su Beiträge zur Geschichte der griechischen Philosophie ("Contributi alla storia della filosofia greca.") La sua carriera si sviluppò molto velocemente e nel 1893 fu nominato professore associato a Greifswald e infine nel 1895 nominato da Guglielmo II professore ordinario.
Nel suo libro pubblicato nel 1898, Antike Kunstprosa ("la Prosa d'arte antica") mostrò un particolare interesse per la retorica e per l'uso di elementi retorici nella prosa di autori greci e latini. Nel 1899 fu a Breslavia collega di Franz Skutsch. Lavorò intensamente all'Eneide di Virgilio e nel 1903 realizzò un commento molto apprezzato al libro VI, Vergils Aeneis VI, tuttora considerato uno dei migliori mai scritti sul poeta mantovano, e ancora oggi ristampato (ultima ed.2019) che dimostrava il suo interesse sugli studi religiosi (il VI è il libro della discesa di Enea agli Inferi).
Giunto nel 1906 a Berlino - diversamente da quanto sosteneva Ulrich von Wilamowitz-Moellendorff - disse che non era necessaria la conoscenza della topografia della Grecia per essere un grecista. Dopo la nomina come successore di Adolf Kirchhoff rimase titolare di quella cattedra fino al suo ritiro nel 1935.
Nel 1912, su proposta di Wilamowitz-Moellendorff venne inserito fra i membri effettivi della Reale Accademia delle Scienze di Prussia al posto di Johannes Vahlen. In Accademia fu responsabile del Thesaurus Linguae Latinae. Succedette poi a Wilamowitz-Moellendorff nel Consiglio dell'Istituto archeologico tedesco. Nel 1928 venne nominato rettore dell'Università di Berlino.
La presa del potere da parte di Hitler peggiorò sensibilmente la posizione di Norden in tempi rapidi, pur essendo egli almeno all'inizio un seguace del nazismo . A seguito della emanazione delle leggi razziali, venne estromesso da tutti i comitati a cui apparteneva. Tra le altre cose, fu espulso nel 1934 dal Comitato esecutivo dell'Istituto Archeologico tedesco. Già nel mese di febbraio gli venne tolta la cattedra che venne affidata a Johannes Stroux. A metà ottobre 1938 dovette lasciare anche l'Accademia Prussiana delle Scienze. Dopo la "Notte dei cristalli" non aveva più alcun futuro in Germania. Dopo il Decreto sulla espiazione della nazionalità ebraica dovette vendere la sua biblioteca per far fronte alle richieste del regime. Il 30 novembre 1938 chiese di partire per la Svizzera e nel gennaio del 1939 vendette la sua casa di Berlino. Poche settimane prima dell'inizio della seconda guerra mondiale, il 5 luglio emigrò in Svizzera con la moglie. Lì pubblicò il suo ultimo lavoro, Priesterbücher, che apparve a Lund. Egli morì poi a Zurigo nel 1941.

## Opere selezionate
- Die antike Kunstprosa vom VI. Jahrhundert v. Chr. bis in die Zeit der Renaissance, due volumi, Teubner, Leipzig 1898 (tr.italiana "la Prosa d'arte antica. Dal VI secolo all'età della Rinascenza", Roma, Salerno editrice 2001)
- Einleitung in die Altertumswissenschaft (edita con Alfred Gercke), Teubner, Berlino – Lipsia, tre volumi, 1912–1927
- Agnostos theos. Untersuchungen zur Formengeschichte religiöser Rede, Teubner, Leipzig – Berlino 1913 (tr. it. Dio ignoto. Ricerche sulla storia della forma del discorso religioso, Brescia, Morcelliana 2002)
- Ennius und Vergilius. Kriegsbilder aus Roms grosser Zeit, Teubner, Leipzig – Berlin 1915
- Die germanische Urgeschichte in Tacitus' Germania, 1920
- Römische Literatur, Teubner, Leipzig – Berlino 1923 (prima edizione 1910)
- "Die Geburt des Kindes". Geschichte einer religiösen Idee, 1924
- Vergils Aeneis VI, 1927 (3ª edizione); 1957 (4a); Literaricon Verlag, Treuchtlingen 2019 (ultima edizione)
- Logos und Rhythmus, Decker, Berlino 1928
- Aus altrömischen Priesterbüchern, Gleerup, Lund, 1939 (nuova edizione con un Poscritto di John Scheid, Teubner, Stuttgart 1995).
- Kleine Schriften zum klassischen Altertum (edito da Bernhard Kytzler), Walter de Gruyter, Berlino 1966